# 格尔松·冯·布莱希罗德
格尔松·冯·布莱希罗德（德語：Gerson von Bleichröder，1822年12月22日—1893年2月18日），是德意志帝国时期的银行家、金融家和贵族，也是德裔犹太人。他从青年起便涉足金融产业；并在1855年父亲塞缪尔·布莱希罗德逝世后，接手了家族的银行事业。布莱希罗德的银行与罗斯柴尔德家族有着密切联系，他所负责的亦是后者在柏林的分支机构。